# Mantella bernhardi
Mantella bernhardi is een kikker uit de familie gouden kikkers (Mantellidae). De soort komt endemisch voor op het Afrikaanse eiland Madagaskar.

## Naamgeving
De soort werd voor het eerst wetenschappelijk beschreven door Miguel Vences, Frank Glaw, André Peyrieras, Wolfgang Böhme en Klaus Busse in 1994. De soortaanduiding bernhardi is een eerbetoon aan Bernhard Meier.

## Uiterlijke kenmerken

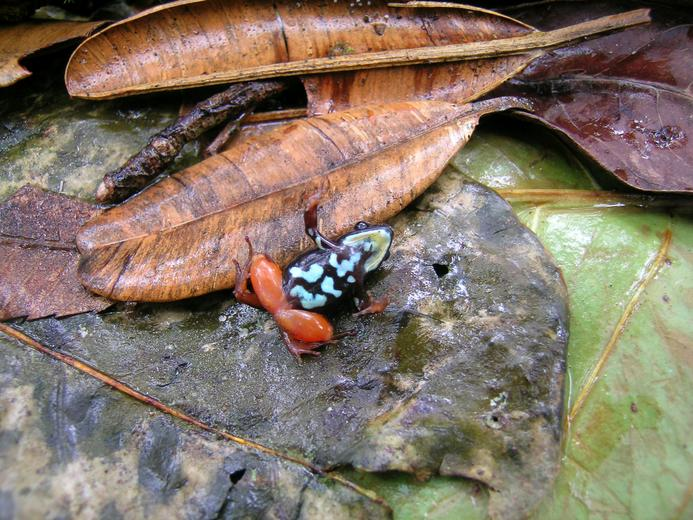
Onderzijde

Mantella bernardi is de kleinst bekende kikker van het geslacht Mantella. Een volwassen mannetje heeft een lichaamslengte van 19 millimeter, het vrouwtje tussen de 19 en 22 millimeter.
De kop en de bovenzijde is donkergrijs of bruin en de flanken zijn zwart. In tegenstelling tot verwante Mantella-soorten heeft M. bernardi geen streep over de snuit lopen. Het bovenste gedeelte van de voorpoten is lichtgeel en het bovenste gedeelte van de achterpoten felgeel. De overige delen van de poten zijn bruin, met uitzondering van de oranje onderzijden. Verder is de kikker aan de onderzijde zwart met een aantal grote onregelmatige, blauwe vlekken. De keel heeft een typische hoefijzervormige tekening.
De kikker lijkt sterk op M. haraldmeieri, maar deze is groter en mist de hoefijzervormige tekening op de keel.

## Gedrag en leefwijze
Mantella bernardi is een dagactieve kikker en leeft voornamelijk in de strooisellaag van regenwouden. Mannetjes laten een kort, trillend geluid horen tussen de 4,8 en 5,7 kHz. Het geluid verschilt sterk van dat van andere Mantella-soorten en lijkt op dat van een krekel. Het vrouwtje legt haar eieren waarschijnlijk in de buurt van stroompjes en moerassen. Deze kikker is nog slechts weinig bestudeerd en over de voortplanting en ontwikkeling is nog niet veel bekend.

## Verspreiding en leefgebied

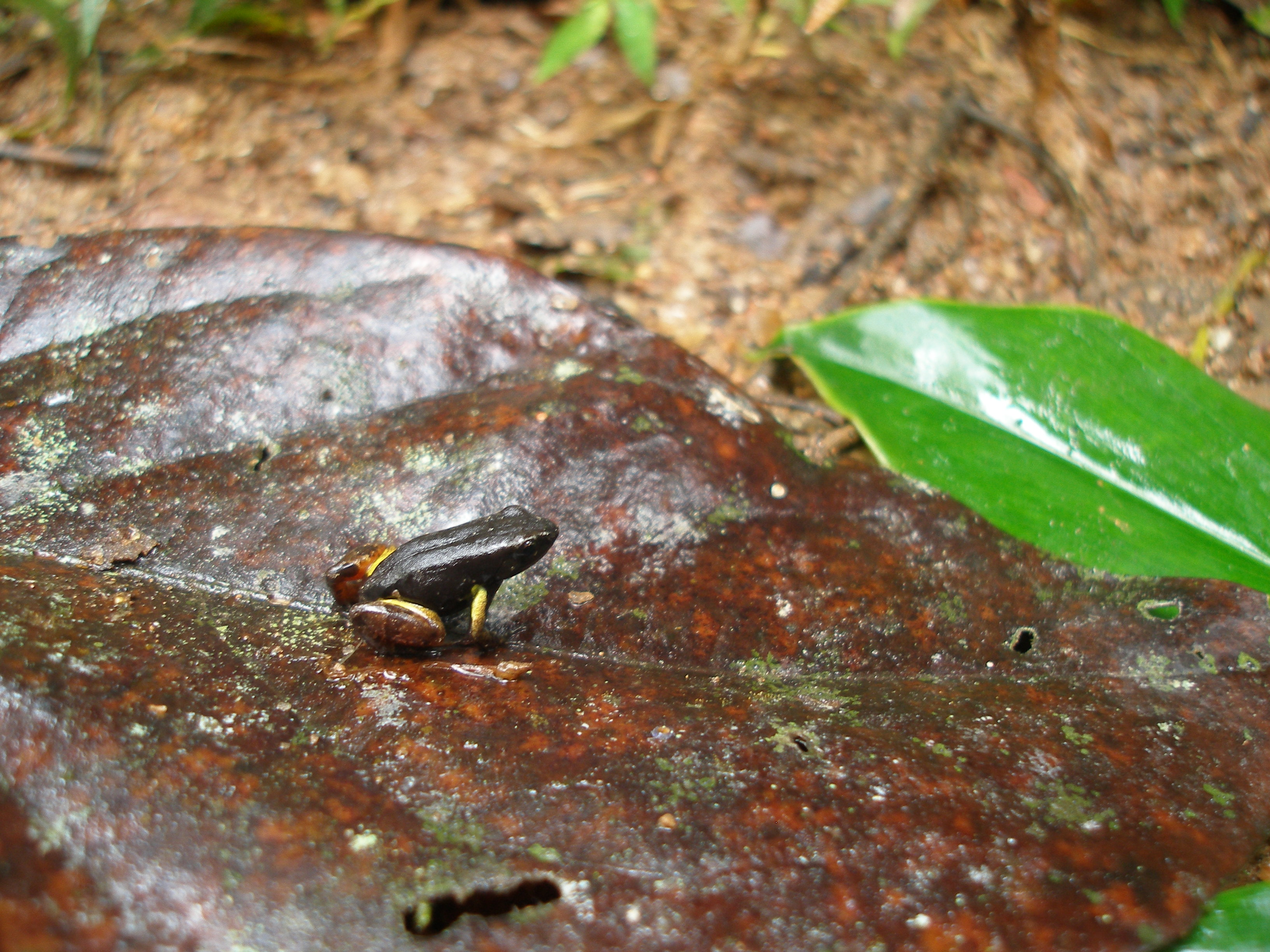
M. bernhardi in de strooisellaag van het Nationaal park Ranomafana

Deze kikkersoort is endemisch in Madagaskar en is enkel in het zuidoosten van het eiland aangetroffen. Dit gebied ligt tussen het Nationaal park Ranomafana in het noorden en het Manomboreservaat in het zuiden. M. bernardi is er op een hoogte van 60 tot 629 meter boven zeeniveau aangetroffen in gedegradeerde regenwouden. Mogelijk leeft hij ook in gezonde wouden, de soort is echter niet aangetroffen in open terreinen.

### Beschermingsstatus
Mantella bernardi komt voor in twee beschermde parken, namelijk het Manomboreservaat en het Nationaal park Ranomafana. Het totale leefgebied van M. bernhardi is echter klein; waarschijnlijk minder dan 500 vierkante kilometer groot en is erg versnipperd. Dit gebied wordt bedreigd door bosbranden, houtkap, overbegrazing en mijnbouwwerkzaamheden. Mogelijk is de vangst voor de handel in exotische huisdieren ook een bedreiging. De soort is derhalve opgenomen als 'bedreigd' (Endangered) op de Rode Lijst van de IUCN. Op de lijst van CITES, een internationale overeenkomst over de handel in dieren en planten, is hij opgenomen in Bijlage II, wat wil zeggen dat voor de export een vergunning moet worden aangevraagd.